# Архіпова Ганна Григорівна
Га́нна Григо́рівна Архі́пова (5 квітня 1939) — українська політична діячка, народна депутатка України 1-го скликання.

## Біографія
Народилася 5 квітня 1939 року, в місті Пирятин, Полтавська область, УРСР, в сім'ї службовців, українка. Освіта вища, за фахом історик, закінчила Київський державний університет імені Т. Г. Шевченка.
1956 — робітниця рибкомбінату міста Приморськ Ленінградської області.
1957 — студентка Київського державного університету.
1962 — інструкторка Хмельницького ОК ЛКСМУ.
1962 — друга секретарка Кам'янець-Подільського МК ЛКСМУ Хмельницької області.
1963 — інструкторка Хмельницького ОК ЛКСМУ.
1965 — лекторка Славутського МК КПУ; секретарка, Другий секретар Славутського РК КПУ, Перший секретар Славутського МК КПУ.
Член КПРС 1964—1991. Депутатка районної, міської, обласної Рад.
Висунута кандидаткою в народні депутати трудовим колективом колгоспу ім. Чапаєва Славутського району.
18 березня 1990 обрана народним депутатом України, 2-й тур 46.88 % голосів, 3 претенденти.
- Хмельницька область
- Славутський виборчий округ № 406
- Дата прийняття депутатських повноважень: 15 травня 1990 року[2]
- Дата припинення депутатських повноважень: 10 травня 1994 року

Входила до груп «За соціальну справедливість», «Рада».
Голова підкомісії з питань праці та побуту жінок, Комісії ВР України у справах жінок, охорони сім'ї, материнства і дитинства.
Нагороджена орденом Дружби Народів, медалями.
Одружена, має дитину.